# Ceraunisches Gebirge
Das Ceraunische Gebirge (albanisch Mali i Kanalit; griechisch Κεραυνίων όρος; lateinisch Cerauni montes) ist ein Küstengebirge im südlichen Albanien. Es erstreckt sich am Ionischen Meer beginnend bei Saranda über 100 Kilometer in südöstlich-nordwestlicher Richtung entlang der Albanischen Riviera bis in die Nähe von Orikum. Die höchsten Erhebungen des Ceraunischen Gebirges sind die Maja e Çikës (2045 m ü. A.; nicht zu verwechseln mit einem Berg gleichen Namens in der Nähe von Elbasan) und die Maja e Qorrës (2018 m ü. A.). Im Osten des Gebirges erstreckt sich das Tal der Shushica.
In der Nähe des 1027 m ü. A. hoch gelegenen Llogara-Pass teilt sich das Gebirge in eine westliche und eine östliche Bergkette. Die küstennahe westliche Kette wird auch Akroceraunisches Gebirge genannt. In geologischer Hinsicht gehört auch die nördlich anschließende Halbinsel Karaburun dazu, welche die Bucht von Vlora gegen das offene Meer abgrenzt. Der Teil des Gebirges südlich des Llogara-Passes heißt Malet e Vetëtimes (dt. Donnerberge). 
Entlang des Gebirges verläuft eine kurvenreiche Straße (SH8), die Saranda, Himara und andere Küstenorte mit Vlora verbindet. Sie überquert den Kamm des Gebirges am Llogara-Pass. Der Llogara-Tunnel, mit sechs Kilometern der längste im Land, wurde 2024 eröffnet. Der tiefste Übergang ist der Pass Qafa e Dërrasës (rund 650 m ü. A.) zwischen Borsh respektive Fterra und Kuç respektive dem Shushicatal respektive der etwas westlicher gelegene Übergang, den die neue Straße Kuç–Qeparo nutzt. 
Die Pinienwälder am Llogara-Pass stehen als Nationalpark unter Naturschutz. Die Gegend ist in Albanien auch bekannt für den dort produzierten Honig von herausragender Qualität.
Das Ceraunische Gebirge wird schon von antiken Schriftstellern wie Ptolemäus, Strabon und Pausanias erwähnt, die seine Lage beschrieben. Deshalb ist auch sein antiker Name im deutschen Sprachraum bekannter als die heute in Albanien üblichen Bezeichnungen. 

## Bilder

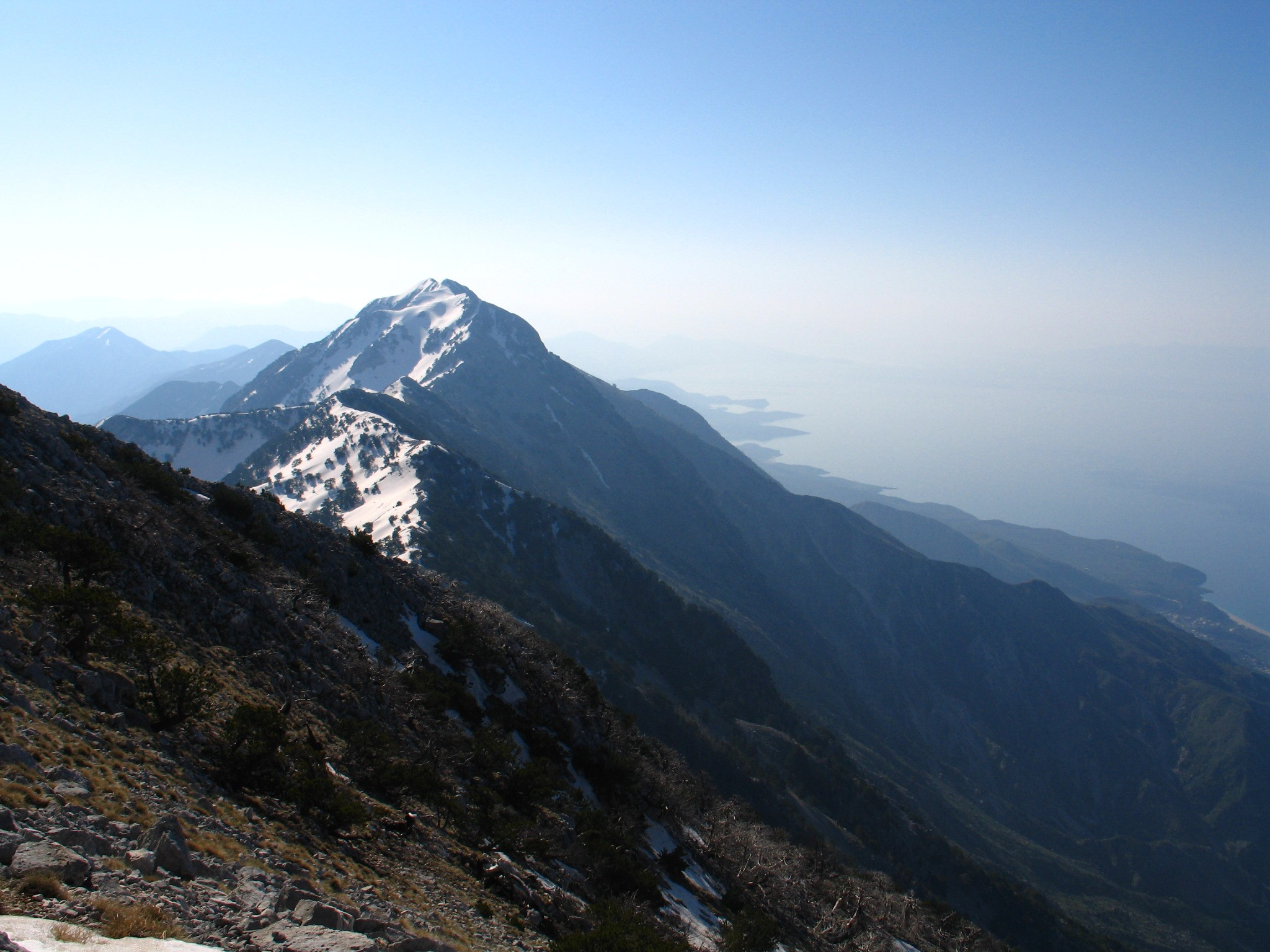
Grat an der Maja e Çikës
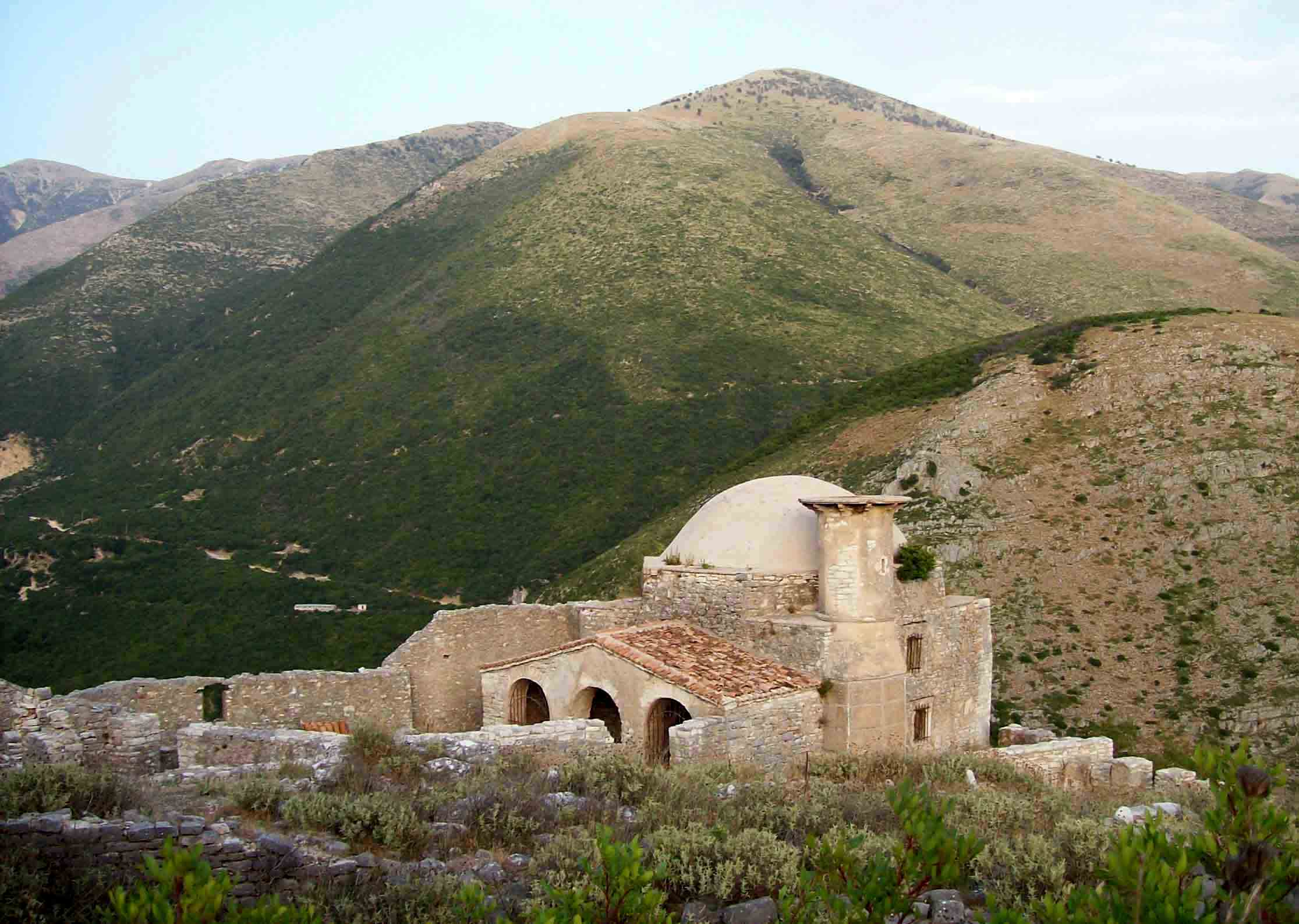
Ruine einer Moschee im alten Dorfkern von Borsh
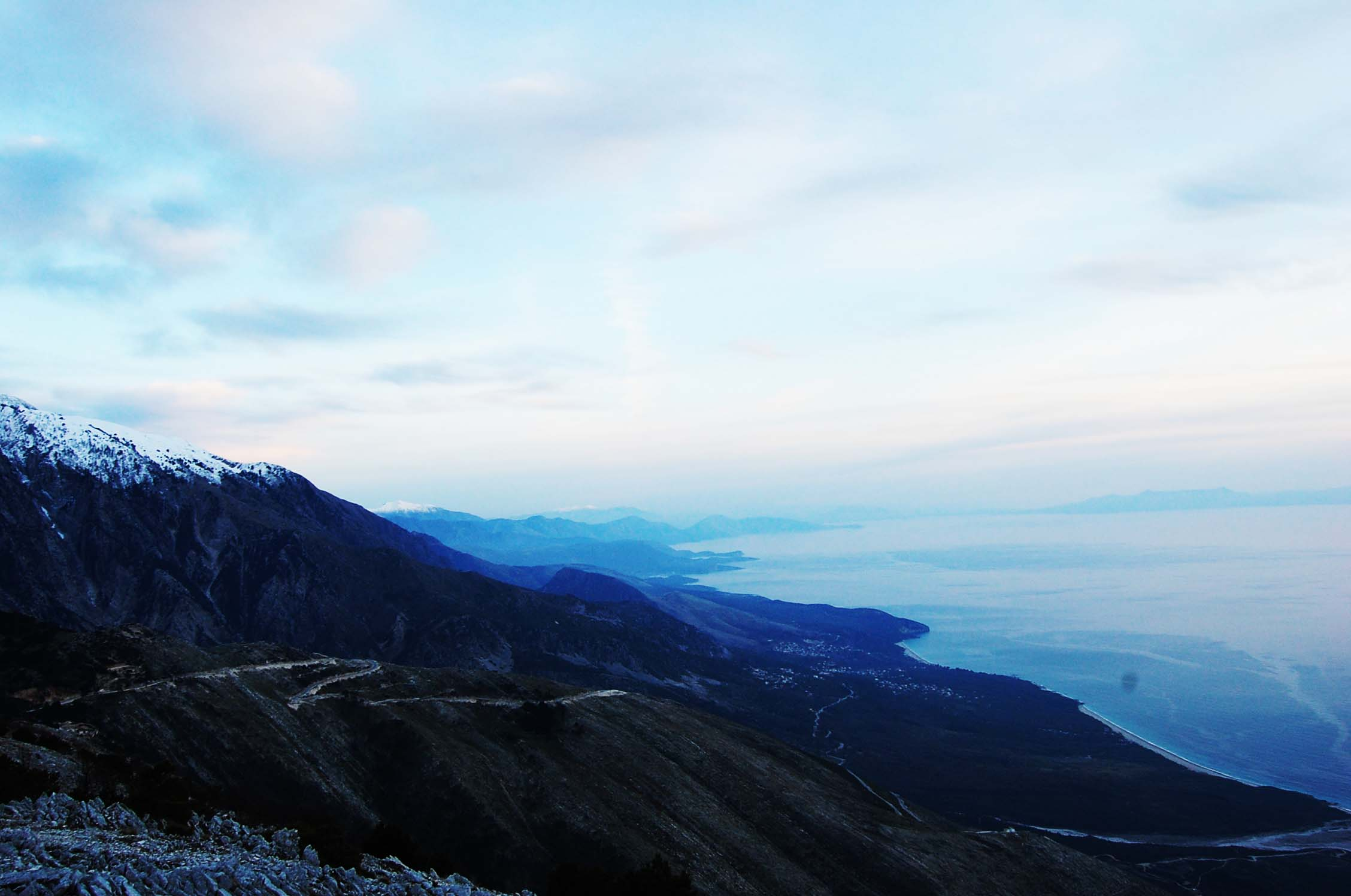
Küste der Albanischen Riviera mit verschneitem Ceraunischen Gebirge